# Sigismund Righini

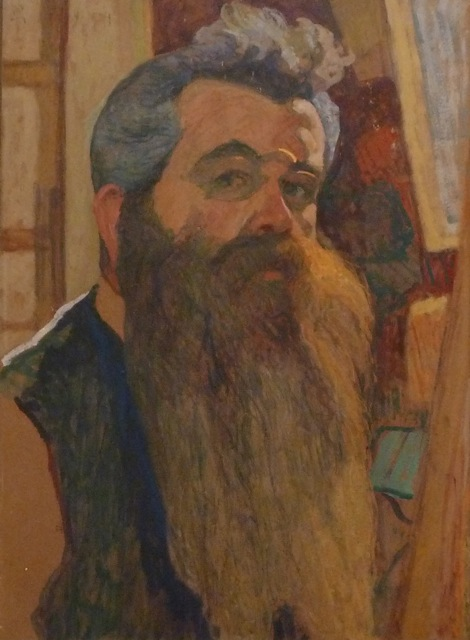
Sigismund Righini, autorretrato

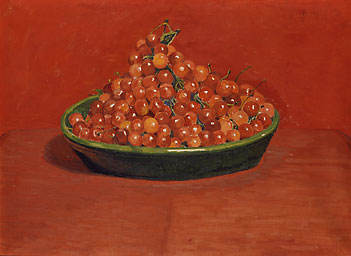
Sigismund Righini, Cerezas rojas

Carlo Pietro Sigismund Righini (Stuttgart, 4 de enero de 1870-Zúrich, 24 de octubre de 1937) fue un pintor suizo. Entre los temas de sus obras se encuentran los retratos y autorretratos, los paisajes y las naturalezas muertas. Muchas de sus obras se caracterizan por audaces juegos de luz y color.